# Herbert Grönemeyer
Herbert Arthur Wiglev Clamor Grönemeyer (Göttingen, 12 april 1956), door zijn fans ook wel Herbie genoemd, is een Duitse zanger en acteur.

## Biografie

### Kinderjaren (1956–1973)
Op 12 april 1956 werd Grönemeyer geboren als 'Herbert Arthur Wiglev Clamor Grönemeyer' in het ziekenhuis van de Nedersaksische stad Göttingen. Zijn ouders woonden op dat moment in de nabijgelegen stad Clausthal-Zellerfeld. Grönemeyer's moeder 'Hella Carin' (geboren 'von Hunnius') was een verpleegster, afstammende uit een Duits-Baltische artsenfamilie uit Estland. Zijn vader was de mijningenieur Wilhelm Grönemeyer (1916-2003), die uit Westfalen (Ibbenbüren) kwam. Na het behalen van zijn eindexamen in 1935 ging Wilhelm Grönemeyer mijnbouw studeren in Clausthal-Zellerfeld. Aan het begin van de Tweede Wereldoorlog werd hij als kapitein naar Rusland gestuurd. In Stalingrad verloor hij zijn rechterarm. Wilhelm Grönemeyer was één van de ongeveer 40.000 overlevenden van het 6e Leger van generaal Paulus, dat bijna 150.000 soldaten verloor bij Stalingrad. Zijn overgrootvader Dietrich Grönemeyer was mijndirecteur van de Elektriciteitscentrale Ibbenbüren en kwam hier in 1921 om het leven toen hij een slachtoffer probeerde te redden bij een gasuitbraak in de mijn.
Grönemeyer was het jongste kind in het gezin, zijn broer is de medicus Dietrich Grönemeyer (geboren 1952) en Wilhelm Grönemeyer (1954-1998). Toen hij ongeveer een jaar oud was, verhuisden zijn ouders met hem van Clausthal-Zellerfeld naar Bochum (Noordrijn-Westfalen), waar hij opgroeide. Deze verhuizing had te maken met het werk van zijn vader Wilhelm, die ging werken voor de Bochumer Bergbau AG en de chemische industrie in Bochum. Dankzij zijn moeders familie kwam hij in aanraking met muziek en kreeg hij, net als zijn broers voor hem, pianoles op achtjarige leeftijd. Terugkijkend beschrijft hij zijn opvoeding als volgt: "Ik denk dat ik ben opgegroeid tussen liefde, muzikale genegenheid en nogal wat strengheid." Hij werd katholiek gevormd op 14-jarige leeftijd.
In Bochum ging hij naar het humanistisch gymnasium aan de Ostring en was hij onder andere betrokken bij het schoolkoor. Op school ontmoette hij ook Claude-Oliver Rudolph, die later acteur werd. Samen met Rudolph verdiende Grönemeyer zijn eerste geld als pianist bij het Schauspielhaus Bochum, waar hij ook muzikale leider was, terwijl zijn vriend als acteur werkte.

### Artistieke start (1974–1983)
Als zanger in de Bo Band van het Bochumer Schauspielhaus kwam Grönemeyer voor het eerst in aanraking met het theaterleven als performer. Later werkte hij er als répétiteur en maakte hij zijn eerste composities in 1974. Zijn ontdekking als acteur heeft hij te danken aan Joachim Preen, die hem voor het eerst op het toneel bracht voor het toneelstuk John, George, Paul, Ringo en Bert van William Martin Russell.
Nadat hij in 1975 afstudeerde aan de middelbare school, begon hij muziek en rechten te studeren aan de Ruhr Universiteit in Bochum, maar hij stopte na vijf semesters.
In 1976 werd Grönemeyer muzikaal leider bij het Schauspielhaus Bochum, waar hij andere theaterrollen speelde zoals Till Eulenspiegel, Prins Orlofsky in Johann Strauss' Die Fledermaus en Melchior in Frank Wedekind's Frühlings Erwachen. Hier werkte hij ook samen met Peter Zadek en choreografe Pina Bausch.
Hoewel Grönemeyer nooit naar de toneelschool ging, verscheen hij in een aantal televisiefilms. Zijn acteercarrière kreeg een impuls in 1977 met een rol in de film Die Geisel. In 1978, tijdens het filmen van Jürgen Flimm's tv-film Uns reicht das nicht, ontmoette Herbert Grönemeyer de actrice Anna Henkel, die later zijn vrouw werd. Het jaar daarop verscheen zijn eerste plaat met Dieter Flimm's jazzrockgroep „Ocean Orchestra“ (deels de muziek voor deze film) met Grönemeyer als leadzanger.
In 1979 verscheen hij als acteur in de televisiefilm Zuhaus unter Fremden voor de ARD. In hetzelfde jaar werkte hij een paar maanden onder theaterregisseur Claus Peymann als muzikaal leider in het Württemberg Staatstheater in Stuttgart. Bij het Schauspielhaus Köln vertolkte hij de rol van Lorenzo in Der Kaufmann von Venedig. Zijn solodebuutalbum Grönemeyer ontving de Goldene Zitrone (Gouden Citroen) voor de lelijkste hoes van het jaar. Zijn tweede album Zwo uit 1981 was ook geen commercieel succes.
In Wolfgang Petersens film Das Boot uit 1981 (gebaseerd op de roman van Lothar-Günther Buchheim) verscheen Grönemeyer naast acteurs als Jürgen Prochnow, Klaus Wennemann, Martin Semmelrogge, Jan Fedder, Heinz Hoenig, Claude-Oliver Rudolph, Sky du Mont en Uwe Ochsenknecht als luitenant Werner.
Voor de Duitse coproductie van de Peter Schamoni-film Frühlingssinfonie, waarin hij Robert Schumann speelde - naast Nastassja Kinski als Clara Wieck en Rolf Hoppe als Friedrich Wieck - woonde Grönemeyer in 1983 zes maanden in Leipzig. Deze film was de eerste West-Duitse productie die in de DDR op originele locaties werd opgenomen.
Hij concentreerde zich steeds meer op zijn muziek. Voor de volgende albums schreef hij de nummers Anna en Musik nur, wenn sie laut ist. Zijn klassieker Currywurst stamde ook uit deze tijd (zie ook Bratwursthaus), maar werd geschreven door Diether Krebs, Jürgen Triebel en Horst-Herbert Krause. Op tournee werden talrijke concerten geannuleerd wegens gebrek aan belangstelling. De albums die werden geproduceerd in samenwerking met Otto Draeger en Edo Zanki waren commercieel zo onsuccesvol dat Intercord Ton GmbH, het contract beëindigde in 1983 nadat het album Gemischte Gefühle was uitgebracht.

### Doorbraak metBochumen verdere successen (1984–1991)
Zijn album 4630 Bochum (zijn geboorteplaats met postcode), dat in 1984 verscheen, betekende Grönemeyers doorbraak in Duitsland en was het best verkopende Duitstalige album van dat decennium. Ook de albums die daarna verschenen, waaronder Ö (1988) en Chaos (1993) waren een groot succes. Van het album "Ö" werden Was soll das en Halt mich hits. Met "Halt mich" scoorde hij ook een hit in Nederland.

### Nieuwe wegen metChaos,Bleibt alles andersenMensch(1993–heden)
In 1998, toen het album Bleibt alles anders verscheen (dat door Grönemeyer zelf als zijn beste cd wordt beschouwd) stierven zeer kort na elkaar zijn jongste broer en Herberts vrouw, de actrice Anna Henkel, aan de gevolgen van kanker. De impact van die tragische gebeurtenissen leidde mede tot de totstandkoming van het album Mensch (2002), waarvan de gelijknamige single vijf wekenlang op de eerste plek van de Duitse hitparades te vinden was en maar liefst 23 weken in de top 100. Voor Grönemeyer was dit album niet alleen een 'Blick zurück' (zoals een van de nummers op het album heet), maar ook een blik vooruit met het nummer Zum Meer. Het nummer Der Weg (een ode aan zijn overleden vrouw Anna en broer Wilhelm) werd in 2005 naar het Nederlands vertaald door sportverslaggever en tekstschrijver Leo Driessen en opgenomen door Guus Meeuwis. Deze versie van het nummer, "De weg" genaamd, verscheen in 2005 op Meeuwis' album Wijzer.
Het album Mensch kreeg in Duitsland op basis van de voorbestellingen al voor publicatie een 'platina' status. Uiteindelijk kreeg het album een 21-voudige 'gouden' status en stond het album elf weken lang op de eerste plaats van de Duitse album-hitlijst. Het album Mensch is commercieel het meest succesvolle album van Grönemeyer met 3.150.000 verkochte exemplaren. Hiermee is het album het tweede best verkochte album ooit in Duitsland, na de soundtrack van Dirty Dancing.
In 2007 kwam het album Zwölf uit. Het album gaat muzikaal verder waar Mensch gebleven was, maar heeft met het gebruik van het keyboard ook veel overeenkomsten met zijn albums uit de jaren 80.
Tijdens de Mensch-tournee trad Grönemeyer onder andere ook op in een uitverkochte Melkweg in Amsterdam. Grönemeyer speelt in Duitsland doorgaans voor uitverkochte stadions.
Sinds 23 november 2007 is hij verkozen tot 'Unsere Besten - Musikstars' in Duitsland. Tweede werd Udo Jürgens en derde Wolfgang Amadeus Mozart.
Op 22 januari 2010 verscheen de single Komm zur Ruhr ter promotie van het Ruhrgebied, dat in 2010 Culturele hoofdstad van Europa was.
Op 4 februari 2011 verscheen de single Schiffsverkehr, gevolgd door het gelijknamige album op 18 maart 2011.
Op 7 november 2014 verscheen de single Morgen, twee weken later gevolgd door de veertiende studioplaat Dauernd jetzt.
Op 25 november 2016 bracht Grönemeyer ter ere van zijn zestigste verjaardag een 23 cd's tellende verzamelboxset uit met de titel Alles. Deze boxset bevatte zijn 13 studioalbums, 3 live-albums, 2 soundtrack albums, zijn Engelstalige album 'I Walk', 2 bonuscd's met rariteiten, remixen & duetten en een 72 bladzijde tellend boek.
Zijn vijftiende studioalbum Tumult, verscheen op 9 november 2018. Het album werd voorafgegaan aan de single Sekundenglück.
In maart 2023 verscheen zijn zestiendestudioalbum Das ist los.

## Concerten in Nederland en België
| Datum      | Zaal/festival       | Plaats    | Tour                    |
| ---------- | ------------------- | --------- | ----------------------- |
| 1989-06-12 | Vredenburg          | Utrecht   | Ö                       |
| 1991-03-05 | Vredenburg          | Utrecht   | Luxus                   |
| 1993-09-08 | Paradiso            | Amsterdam | –                       |
| 1996-07-01 | Paradiso            | Amsterdam | Chaos                   |
| 1999-07-07 | Melkweg             | Amsterdam | Bleibt alles anders     |
| 2002-11-26 | Melkweg             | Amsterdam | Mensch                  |
| 2007-09-21 | Heineken Music Hall | Amsterdam | 12 Club-Tour            |
| 2012-05-28 | Pinkpop             | Landgraaf | Schiffsverkehr Open Air |
| 2015-06-23 | Heineken Music Hall | Amsterdam | Dauernd Jetzt           |
| 2019-04-01 | AFAS Live           | Amsterdam | TUMULT                  |

| Datum      | Zaal/festival     | Plaats  | Tour                    |
| ---------- | ----------------- | ------- | ----------------------- |
| 1993-10-07 | Capitol           | Eupen   | Chaos                   |
| 2012-05-17 | East Belgium Park | Lontzen | Schiffsverkehr Open Air |

Grönemeyer heeft verschillende keren in Nederland opgetreden met een eigen concert. Zijn eerste concert in Nederland gaf hij op 12 juni 1989 in het kader van zijn Ö-Tour in Muziekcentrum Vredenburg in Utrecht, waar hij op 5 maart 1991 weer zou terugkeren met zijn Luxus Tour. Op 8 september 1993 trad hij op in Paradiso in Amsterdam. Op 1 juli 1996 trad hij wederom op in Paradiso in het kader van zijn Chaos Tour, met een setlist van 27 nummers. Op 7 juli 1999 trad hij op in de Melkweg in Amsterdam in het kader van zijn Bleibt alles anders Tour. Op 26 november 2002 trad hij wederom op in de Melkweg in Amsterdam in het kader van zijn Mensch Tour met een setlist van 27 nummers. Op 21 september 2007 trad hij in het kader van de 12 Club-Tour (Unplugged) op in de Heineken Music Hall, met een setlist bestaande uit 30 nummers. Op 23 juni 2015 zou hij in het kader van de Dauernd Jetzt Tour, terugkeren op datzelfde podium met een setlist bestaande uit 31 nummers. Zijn laatste concert in Nederland vond plaats op 1 april 2019 in het kader van de TUMULT Tour (met een setlist bestaande uit 32 nummers), op wederom dezelfde locatie, maar inmiddels wel hernoemd: de AFAS Live. Daarnaast stond hij op 28 mei 2012 op het festival Pinkpop in Landgraaf op de 3FMstage met een setlist van 12 nummers.
Grönemeyer heeft twee keer in België opgetreden. Op 7 oktober 1993 trad hij in het kader van de Chaos Tour op in het Capitol in de Duitstalige stad Eupen. Op 17 mei 2012 trad hij in het kader van de Schiffsverkehr Open Air Tour op in het East Belgium Park in de eveneens Duitstalige plaats Lontzen met een setlist van 30 nummers.

## Privé
In 1993 trouwde Grönemeyer met de actrice Anna Henkel. Anna Henkel is geboren op 9 maart 1953 in Hamburg. In 1976 speelde zij in de dramafilm Novecento van Bernardo Bertolucci, naast Robert de Niro, Gérard Depardieu, Stefania Sandrelli, Donald Sutherland en Burt Lancaster. In 1998 verhuisden het echtpaar naar Londen. Op 20 juli 1987 werd hun zoon Felix geboren en op 17 januari 1989 werd hun dochter Marie geboren.
Op 5 november 1998 overleed Grönemeyer's vrouw Anna in Londen aan de gevolgen van borstkanker, ze werd 45 jaar. Vier dagen eerder overleed ook zijn broer Wilhelm Grönemeyer door kanker, hij was een galerie-eigenaar, die 44 jaar werd.
Grönemeyer is sinds 2016 getrouwd met Josefine Cox. Voor haar schreef hij het in 2018 uitgebrachte nummer Mein Lebensstrahlen. In 2019 werd hij op 62-jarige leeftijd voor de derde keer vader.

## Sociale inzet

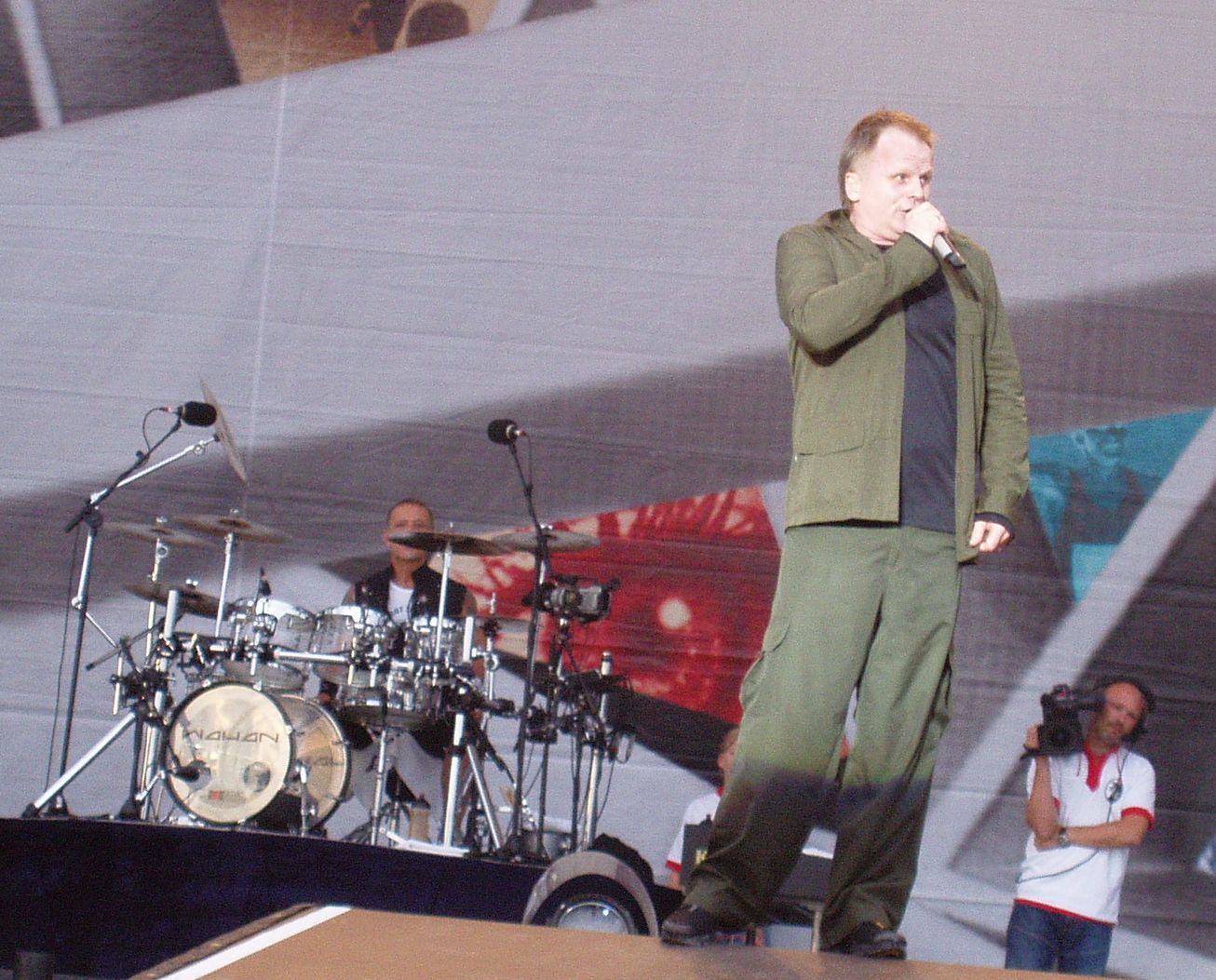
Live in Freiburg im Breisgau

In 1985 begon hij "Band für Afrika": een project waarbij, net zoals bij Band Aid, verschillende kunstenaars trachtten geld in te zamelen voor Afrika.
Hij is voorzitter van de Duitse tak van Bob Geldofs initiatief "Make Poverty History". Op 2 juli 2005 trad hij in Berlijn op voor het wereldwijd georganiseerde Live 8.
Zijn sociale interesse dringt ook door in zijn muziek: op het album Zwölf staat bijvoorbeeld het lied Marlene. Het lied vertelt van een echtpaar, beiden besmet met hiv. Omdat ze te weinig geld hebben om voor beiden medicijnen te kunnen kopen moet er gekozen worden wie (langer) blijft leven. De vrouw blijft achter bij de kinderen, maar voelt zich schuldig en alleen wanneer zij haar medicijnen inneemt en denkt hierbij aan haar overleden man.

## Discografie

### Albums
| Album met eventuele hitnotering(en) in de Nederlandse Album Top 100 | Datum van verschijnen | Datum van binnenkomst | Hoogste positie | Aantal weken | Opmerkingen       |
| ------------------------------------------------------------------- | --------------------- | --------------------- | --------------- | ------------ | ----------------- |
| Ocean orchestra                                                     | 1978                  | -                     |                 |              |                   |
| Grönemeyer                                                          | 1979                  | -                     |                 |              |                   |
| Groenemeyer -Zwo-                                                   | 1980                  | -                     |                 |              |                   |
| Total egal                                                          | 1982                  | -                     |                 |              |                   |
| Gemischte gefühle                                                   | 1983                  | -                     |                 |              |                   |
| 1978-1980                                                           | 1984                  | -                     |                 |              | Verzamelalbum     |
| 4630 Bochum                                                         | 14-08-1984            | -                     |                 |              |                   |
| Sprünge                                                             | 30-04-1986            | -                     |                 |              |                   |
| Ö                                                                   | 30-03-1988            | -                     |                 |              |                   |
| What's all this?                                                    | 1988                  | -                     |                 |              | Engelstalig album |
| Tour '88                                                            | 1988                  | -                     |                 |              | vhs               |
| Luxus                                                               | 17-09-1990            | -                     |                 |              |                   |
| Luxus                                                               | 1991                  | -                     |                 |              | Engelstalig album |
| Luxus Live '91                                                      | 1991                  | -                     |                 |              | vhs               |
| So gut 79-83                                                        | 1992                  | -                     |                 |              | Verzamelalbum     |
| Chaos                                                               | 24-05-1993            | -                     |                 |              |                   |
| Cosmic chaos                                                        | 1994                  | -                     |                 |              |                   |
| Unplugged Herbert                                                   | 30-10-1995            | -                     |                 |              | Livealbum         |
| Grönemeyer Live                                                     | 30-10-1995            | -                     |                 |              | Livealbum         |
| Chaos                                                               | 1996                  | -                     |                 |              | Engelstalig album |
| Bleibt alles anders                                                 | 17-04-1998            | -                     |                 |              |                   |
| Stand der dinge                                                     | 30-08-2002            | -                     |                 |              | Dubbel-dvd & cd   |
| Mensch                                                              | 30-08-2002            | 05-10-2003            | 38              | 10           |                   |
| Mensch Live                                                         | 2003                  | -                     |                 |              | Livealbum, dvd    |
| 12 - Zwölf                                                          | 02-03-2007            | 10-03-2007            | 64              | 3            |                   |
| 12 Live                                                             | 2007                  | -                     |                 |              | dvd               |
| Was muss muss - Best of                                             | 21-11-2008            | -                     |                 |              | Verzamelalbum     |
| Tour '88 + 4 Videos                                                 | 2011                  | -                     |                 |              | dvd               |
| Schiffsverkehr                                                      | 18-03-2011            | 26-03-2011            | 34              | 2            |                   |
| Schiffsverkehr 2011 Tour - Live in Leipzig                          | 2011                  | -                     |                 |              | dvd               |
| Live at Montreux 2012                                               | 2012                  | -                     |                 |              | dvd               |
| I walk                                                              | 19-10-2012            | -                     |                 |              | Engelstalig album |
| Dauernd jetzt                                                       | 21-11-2014            | -                     |                 |              |                   |
| Live in Bochum                                                      | 25-11-2016            | -                     |                 |              | Livealbum         |
| Tumult                                                              | 09-11-2018            | -                     |                 |              |                   |
| Tumult – Clubkonzert Berlin                                         | 08-03-2019            | -                     |                 |              | Livealbum         |
| Das ist los                                                         | 24-03-2023            | -                     |                 |              |                   |

### Singles
| Single met eventuele hitnotering(en) in de Nederlandse Top 40 | Datum van verschijnen | Datum van binnenkomst | Hoogste positie | Aantal weken | Opmerkingen              |
| ------------------------------------------------------------- | --------------------- | --------------------- | --------------- | ------------ | ------------------------ |
| Halt mich                                                     | 1988                  | 05-11-1988            | 23              | 5            | #24 in de Single Top 100 |

### Dvd's
| Dvd's met hitnoteringen in de Nederlandse Music Top 30 | Datum van verschijnen | Datum van binnenkomst | Hoogste positie | Aantal weken | Opmerkingen |
| ------------------------------------------------------ | --------------------- | --------------------- | --------------- | ------------ | ----------- |
| Schiffsverkehr 2011 Tour - Live in Leipzig             | 2011                  | 26-11-2011            | 23              | 1            |             |
| Live at Montreux 2012                                  | 2012                  | 24-11-2012            | 27              | 1            |             |

### NPO Radio 2 Top 2000
| Nummers met noteringen in de NPO Radio 2 Top 2000 | '99 | '00 | '01 | '02 | '03 | '04 | '05  | '06 | '07 | '08 | '09 | '10 | '11 | '12 | '13 | '14 | '15 | '16  | '17  | '18  | '19  | '20  | '21  | '22  | '23  | '24  |
| ------------------------------------------------- | --- | --- | --- | --- | --- | --- | ---- | --- | --- | --- | --- | --- | --- | --- | --- | --- | --- | ---- | ---- | ---- | ---- | ---- | ---- | ---- | ---- | ---- |
| Der Weg                                           | ×   | ×   | ×   | -   | -   | -   | 591  | 389 | 243 | 577 | 360 | 356 | 354 | 271 | 279 | 313 | 341 | 519  | 539  | 706  | 667  | 653  | 652  | 668  | 730  | 697  |
| Halt mich                                         | 560 | 725 | 739 | 402 | 306 | 299 | 206  | 233 | 145 | 207 | 213 | 186 | 242 | 233 | 259 | 240 | 309 | 390  | 364  | 465  | 508  | 437  | 504  | 529  | 572  | 567  |
| Mensch                                            | ×   | ×   | ×   | -   | -   | -   | 1024 | 605 | 498 | 918 | 654 | 525 | 630 | 632 | 738 | 728 | 903 | 1174 | 1345 | 1644 | 1588 | 1533 | 1592 | 1707 | 1872 | 1792 |

1. ↑  Een '-' betekent dat het nummer niet was genoteerd, een '×' betekent dat het nummer nog niet was uitgebracht en een vetgedrukt getal geeft de hoogste notering van een nummer aan.

## Filmografie

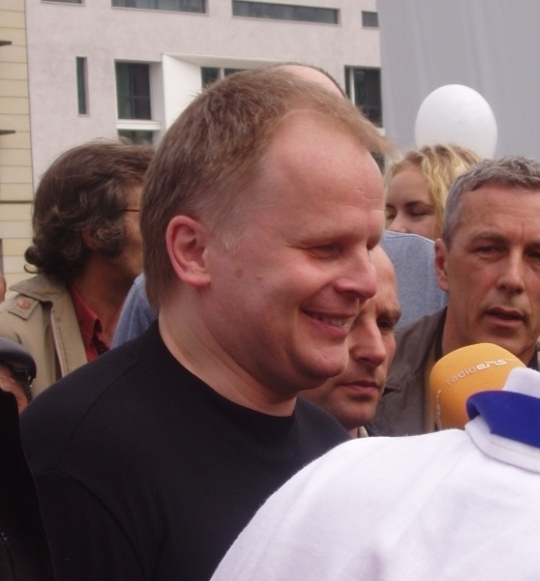
Interview in Berlijn

- 1976 Die Geisel (regie: Peter Zadek)
- 1978 Uns reicht das nicht (regie: Jürgen Flimm)
- 1978: Von Tag zu Tag (regie: Ulrich Stein)
- 1979 Daheim unter Fremden (regie: Peter Keglevic)
- 1979: Zuhaus unter Fremden
- 1981 Das Boot (regie: Wolfgang Petersen)
- 1982: Doktor Faustus (regie: Franz Seitz)
- 1982 Frühlingssinfonie (regie: Peter Schamoni)
- 1984 Die ewigen Gefühle (regie: Peter Beauvais)
- 1985 Väter und Söhne (regie: Peter Sinkel)
- 2007 Frei: Gespielt (regie: Eduard Augustin)
- 2007 Control (regie: Anton Corbijn)
- 2010 The American (regie: Anton Corbijn)
- 2014: A Most Wanted Man

Dokumentaire films
- 2007: Unterwegs – Die Herbert Grönemeyer Tour 2007, dvd (Regie: Ulrich Stein)
- 2008/2016: Deutschland, deine Künstler: Herbert Grönemeyer, ARD (Regie: Ulrich Stein)

## Verdere projecten
- 1985: Verworrene Bilanzen (filmmuziek) – Regie: Peter Beauvais
- 1986: Sommer in Lesmona (filmmuziek) – Regie: Peter Beauvais
- 1991: The Herbalist – Setting van Edgar Allan Poe's korte verhaal The Fall Of House Usher door Peter Hammill
- 1999: Platonische Liebe (filmmuziek) – Regie: Philipp Kadelbach
- 2003: Leonce und Lena van Georg Büchner – Toneelmuziek voor de productie van Robert Wilson bij het Berliner Ensemble
- 2010: The American – Filmmuziek voor een Amerikaanse speelfilm van regisseur Anton Corbijn met George Clooney
- 2014: A Most Wanted Man – Filmmuziek voor een Britse spionagethriller van Anton Corbijn met Philip Seymour Hoffman
- 2015: Faust I und II von Goethe – Toneelmuziek voor de productie van Robert Wilson bij het Berliner Ensemble

## Trivia
- In 1981 speelde hij een belangrijke rol in de film Das Boot van Wolfgang Petersen.
- Grönemeyer heeft zijn nummers Amerika en Männer ("Mannen") naar het Nederlands laten vertalen door Rob Chrispijn en zelf in het Nederlands ingezongen en uitgebracht in 1985 als A- en B-kant. Deze vertalingen zijn nooit een hit geworden.[44]
- Grönemeyers nummers Kinder an die Macht en Männer zijn in 1986 (als respectievelijk "Kinderen aan de Macht" en "De Mannen") vertaald en gecoverd door Hans de Booij.[45]
- Sinds eind jaren 80 is Herbert Grönemeyer goede vrienden met de Nederlandse fotograaf Anton Corbijn. Hij speelde onder andere in Corbijns geregisseerde film 'A Most Wanted Man', waar hij ook de soundtrack voor componeerde.
- Tijdens een concert van BLØF op 3 en 4 februari 2004 in Rotterdam Ahoy speelde Grönemeyer zijn hit Halt Mich in duet met BLØF, waarbij zij ook werden begeleid door Carel Kraayenhof op bandoneon. BLØF had hierbij de tweede strofe naar het Nederlands vertaald. Deze live-uitvoering is door BLØF uitgebracht in 2004 op het verzamelalbum Het Eind van het Begin en in 2007 op het verzamelalbum Platinum. Herbert Grönemeyer heeft deze live-uitvoering zelf ook uitgebracht in 2016 op zijn 23 cd's tellende verzamelboxset 'Alles'. Tijdens dit concert speelde Grönemeyer en BLØF ook gezamenlijk Grönemeyer's hit Mensch en BLØF's nummer Naam en een gezicht, waarbij Grönemeyer in het Nederlands zong. Deze laatste twee uitvoeringen zijn nooit uitgebracht op een album.
- BLØF heeft een keer het voorprogramma mogen verzorgen voor een stadionconcert van Grönemeyer in Düsseldorf.
- Grönemeyer tipte BLØF het nummer Frankfurt Oder van Axel Bosse en Anna Loos, dat later vertaald werd door Peter Slager in de hit Zoutelande.[46]